# Kansas City (filme)
Kansas City é um filme estadunidense de 1996, dirigido por Robert Altman e estrelado por Jennifer Jason Leigh, Miranda Richardson, Harry Belafonte e Steve Buscemi. O filme foi inserido no Festival de Cinema de Cannes de 1996.
O filme mostra músicos de jazz modernos fazendo os papéis de famosos músicos dos anos 1930. Craig Handy como Coleman Hawkins, Joshua Redman como Lester Young, e James Carter como Ben Webster.

## Elenco
- Jennifer Jason Leigh - Blondie O'Hara
- Miranda Richardson - Carolyn Stilton
- Harry Belafonte - Seldom Seen
- Michael Murphy - Henry Stilton
- Dermot Mulroney - Johnny O'Hara
- Steve Buscemi - Johnny Flynn
- Brooke Smith - Babe Flynn
- Jane Adams - Nettie Bolt
- Martin Martin - 'Blue' Green